# Necdet Darıcıoğlu
Necdet Darıcıoğlu (* 4. Mai 1926 im Kumluca, Provinz Antalya; † 13. September 2016) war ein türkischer Jurist und zwischen 1990 und 1991 Präsident des türkischen Verfassungsgerichts.

## Laufbahn
Darıcıoğlu schloss 1949 sein rechtswissenschaftliches Studium als Militärstudent an der Universität Ankara ab und war in der Folgezeit als Richter an diversen Militärgerichten tätig.
Am 23. Juli 1968 wurde er zum Mitglied des türkischen Militärkassationshofs und am 18. Juli 1977 zum ordentlichen Mitglied des Verfassungsgerichts ernannt. Am 2. März 1990 wurde Darıcıoğlu zum Präsidenten des Verfassungsgerichts gewählt und bekleidete das Amt bis zum 4. Mai 1991.